# Waking Life
Waking Life è un film d'animazione in rotoscope del 2001, diretto da Richard Linklater. L'intero film è stato girato usando video digitale su cui successivamente una squadra di artisti - tramite computer - ha disegnato linee stilizzate e colori per ogni fotogramma. Questa tecnica (chiamata Rotoscope) è simile in certi aspetti allo stile di rotoscope del regista Ralph Bakshi, stile inventato a sua volta negli anni venti.
Il titolo è un riferimento alla massima di George Santayana che dice "Sanity is a madness put to good uses; waking life is a dream controlled" ("l'esser sani di mente non è che pazzia tesa al buon uso; la vita da svegli è un sogno sotto controllo").

## Trama
Waking life tratta la storia di un ragazzo che non riesce più a svegliarsi dallo stato di sogno. L'intero film, dunque, è un susseguirsi di sogni fatti dal protagonista, inizialmente ignaro di sognare ma, in un secondo momento lucido, in un alternarsi di dialoghi di carattere principalmente filosofico. La pellicola inizia con la visione di due bambini che con un gioco esplicitano il senso della storia: "Il sogno è il destino". Il protagonista sale su di un taxi a forma di barca, dove incontra un autista che gli spiega che nella vita ognuno ha una scatola di colori e occorre utilizzarli sul foglio e, se capita, fuori dai bordi. Successivamente viene investito e, risvegliandosi, entra in un altro sogno. Sogna di andare all'università ed ascoltare il discorso di un professore intorno all'esistenzialismo e al pensiero di Sartre.
L'insegnante fa capire al ragazzo che questo filone storico-filosofico fugge disperazione, ristabilendo che ogni uomo è padrone della propria vita. In un secondo momento si ritrova in strada e viene investito. Successivamente incontra una donna con la quale intrattiene una discussione sulla creazione e sulla nascita del linguaggio. Secondo la sua interlocutrice la Creazione viene dall'imperfezione e dalla frustrazione e le parole sono meri simboli, figure morte. Nella terza discussione filosofica, il protagonista ascolta il discorso di uno scienziato che parla dell'evoluzione biologica, antropologica e culturale. Quest'ultimo la definisce restringente e spiega che la nuova evoluzione, formata dall'unione dell'informazione digitale ed antropologica, può portare il rafforzamento di giustizia, lealtà e libertà.
Nella sequenza successiva intrattiene un discorso con un autolesionista. La dottrina autolesionista, secondo l'uomo, è basata sull'alienazione e sulla consapevolezza che l'umanità ha sempre amato i disastri, le stragi e le sciagure ed è stata sempre attratta dalla morte e dalla distruzione. Il dialogo termina con il suicidio dell'autolesionista, che si dà fuoco. Nella scena seguente un uomo e una donna parlano dello stato post-mortem e sulla possibilità di uno scambio telepatico di istinto e ricordi tra individui della stessa specie. Poi un detenuto architetta la sua vendetta contro chi l'ha incarcerato, pronunciando terribili frasi di minaccia.
Nelle immagini successive un professore parla del libero arbitrio e dell'esistenza di dio. Egli spiega che se dio ha già programmato il destino, l'umanità non può crearselo. La stessa cosa avviene se il mondo è regolato da leggi fisiche prestabilite o da piccole particelle con un comportamento imprevedibile. Dopo, con un megafono, un uomo si lamenta della globalizzazione e della condizione quasi orwelliana in cui versa la società contemporanea, manipolata da un potere sempre più in grado di mimetizzarsi. Successivamente un personaggio spiega che dire sì ad ogni singolo istante vale a dire sì all'intera esistenza e che la negatività è la nostra voglia del nulla e va evitata. Poi un uomo espone le sue idee sul tempo, dicendo che un momento non è vuoto ma racchiude la vita pulsante dell'universo, lasciando un segno indelebile che influenza la storia. Dopo, due donne parlano del fatto che le cellule di ogni uomo si rigenerano ogni sette anni, e che ciò non sembra cambiare la personalità dell'individuo, che rimane sostanzialmente sé stesso.
Successivamente c'è una riproduzione di un cortometraggio, messo in onda da una scimmia. Esso parla del rifiuto del vecchio mondo da parte di una micro-società sovversiva nel cuore di una che la ignora (chiaro riferimento agli sviluppi della rivoluzione giovanile). Un signore, poi, parla dell'incapacità dell'uomo di raggiungere il suo vero potenziale a causa della pigrizia e della paura. Dopo il discorso di uno scrittore, due uomini si raccontano una storia e alla fine si uccidono entrambi in circostanze apparentemente prive di senso. Poi il protagonista incontra tre onironauti che discutono sulle infinite possibilità offerte dallo stato di veglia e di sogno. Successivamente vengono esposte, all'interno di un'intervista, le teorie del cinema di André Bazin. L'uomo discute sul vero significato degli istanti della vita e sulla loro rappresentazione sullo schermo. Poi quattro ragazzi parlano del loro stato di separazione dal mondo consumistico e menzognero e dei loro atti di violenza per combattere questo stato di cose. Un anziano signore, subito dopo, li ammonisce citando Stevenson: "Il suicidio ne portò via parecchi, il bere e il diavolo si occuparono del resto".
Successivamente il protagonista incontra altri due onironauti. Il secondo pronuncia questa enigmatica e suggestiva frase: "L'uscita è di qua, fuggire la velocità, non solo l'eternità ma l'infinito". Il protagonista incontra una donna con la quale discute sul suo stato di eterna veglia. Un bohémienne, invece, spiega (citando Lorca) che la vita non è un sogno e che la vera consapevolezza di noi stessi sopraggiunge nel momento in cui abitiamo i sogni altrui. Successivamente il protagonista incontra una donna e un uomo che aveva già visto e conosciuto nelle loro altre identità. Una signora spiega l'importanza di relazionarsi con gli altri. Dopo la visione di alcuni danzatori, il protagonista discute con un ragazzo di un episodio della vita di Philip K. Dick, citando gli Atti degli Apostoli. Il film si conclude con una scena malinconica, in cui il ragazzo che ha ascoltato questi numerosi discorsi filosofici, ricade nello stato di sogno.

## Produzione
Oltre all'effetto sogno, il film usa una singolare tecnica di animazione. Gli animatori hanno sovrapposto al live action girato da Linklater con una videocamera MiniDV un'animazione che approssima in maniera rozza le immagini realmente filmate. Sono stati impiegati molti e diversi artisti, in modo da dare al film un'impronta continuamente mutevole. Il risultato è un surreale, incostante paesaggio onirico.
Gli animatori hanno usato dei computer Apple Macintosh "off-the-shelf" non molto costosi. Il film è stato prodotto utilizzando soprattutto Rotoshop, un programma di rotoscoping che crea una fusione tra le forme vettoriali dei keyframe, creato per l'occasione da Bob Sabiston (il nome fa il verso al popolare Photoshop, software che fa uso di "livelli" [layers] virtuali).

## Colonna sonora
La colonna sonora è scritta ed eseguita da Glover Gill e la Tosca Tango Orchestra, eccetto il notturno op. 9 n. 2 di Fryderyk Chopin, e ha avuto relativo successo. Con il suo stile "nuevo tango", si presenta come "il tango del XXI secolo". Trae ispirazione da Astor Piazzolla, il "padre del nuovo tango" argentino. Gli spartiti sono interpretazioni rivedute delle opere di Astor Piazzolla.

## Riconoscimenti
Candidato a numerosi premi, soprattutto per i risultati ottenuti a livello tecnico, Waking Life ha vinto il premio della Società Nazionale dei Critici Cinematografici come "Miglior pellicola sperimentale", il premio del New York Film Critics Circle come "Miglior film d'animazione" e il premio "CinemAvvenire" al Festival del Cinema di Venezia come "Miglior film". È stato anche candidato al Leone d'Oro.